# Trebbia (nagroda)
Trebbia – europejska nagroda przekazywana rokrocznie wybranym europejskim artystom, przedsiębiorcom, i mecenasom kultury. Nagrody Trebbia przyznawane są przez Międzynarodowy Komitet Nominacyjny w dwóch kategoriach: za wspieranie sztuki oraz za działalność twórczą. Nagroda została ustanowiona w 2000 roku. Co roku w marcu w Pradze odbywa się benefisowa gala, podczas której przekazywane są Europejskie Nagrody Trebbia dla twórców i mecenasów kultury. Trebbia obecnie ma 44 laureatów z 13 państw świata, a na cele dobroczynne jako dotąd przeznaczyła ok. 7 000 000 czeskich koron.

## Legenda o św. Rochu
Francuski święty św. Roch żył na przełomie XIII i XIV wieku. Po sprzedaniu znacznego majątku rodziców, rozdał wszystko ubogim i wyruszył do Rzymu. We włoskim miasteczku Acquapendente zastała go epidemia dżumy. Tam w miejscowym szpitalu opiekował się zarażonymi. W Rzymie spędził 3 lata i dokonał tam wielu cudownych uzdrowień.
W czasie powrotu do Francji zaraził się dżumą w Piacenzy. By nie zarażać innych, ukrył się w jaskini w pobliskim lesie. Było to przy brzegu włoskiej rzeki Trebbia. Według podania objawił mu się tam anioł i dodał mu odwagi. Potem znalazł go pies, który przynosił mu pożywienie. Miał wówczas cudownie wyzdrowieć. Udał się w drogę powrotną do Francji, lecz na granicy wzięty został za szpiega włoskiego, umarł potem w więzieniu nierozpoznany.
Umarł w roku 1327. Jako dziękczynienie za to, że Pragę ominęła dżuma, cesarz Rudolf II Habsburg i opat strahowskiego klasztoru Jan Lohel, w 1599 roku zaczęli budowę kościoła na terenie klasztoru i poświęcili go św. Rochowi.
Od 1994 roku w tym miejscu znajduje się międzynarodowa Galeria Miro, która w 2000 roku w geście uznania dla artystów, przedsiębiorców i mecenasów kultury ustanowiła europejską nagrodę nazwaną tak jak rzeka Trebbia. Wyróżnienie to obecnie nadaje Fundacja Trebbia.

## Jubileuszowa 10. edycja benefisowej gali Trebbia
Jubileuszowa 10. edycja gali Trebbia odbyła się 14 marca 2010 roku w Domu Reprezentacyjnym w Pradze. Patronat nad galą objął Dušan Čaplovič, wicepremier Słowacji oraz Juraj Chmiel, czeski minister ds. europejskich. Podczas gali, którą na żywo transmitowała czeska telewizja i słowacka telewizja, nastąpiło przekazanie Europejskich Nagród Trebbia 2010 za wspieranie kultury i sztuki oraz za działalność twórczą. Na wniosek Międzynarodowego Komitetu Nominacyjnego, którego honorowym członkiem był Václav Havel, Europejskie nagrody Trebbia za wspieranie sztuki otrzymali: prof. Thomas Thomaschke, śpiewak operowy i założyciel Festiwalu w Środku Europy, Bob Geldof, muzyk, aktor i działacz polityczny z Wielkiej Brytanii oraz turecki mecenas kultury i przedsiębiorca Bülent Eczacıbaşı. Europejskie nagrody Trebbia za działalność twórczą zostały przekazane słowackiemu aktorowi Ladislavowi Chudíkowi, światowej sławy fotografowi Robertowi Vanowi i rosyjskiej mezzosopranistce Jelenie Obrazcowej. Za wkład w dialog międzykulturowy wyróżniona została specjalną europejską nagrodą Trebbia Zlata Holušová z Czech, założycielka festiwalu Colours of Ostrava
Laureaci europejskich nagród Trebbia za działalność twórczą otrzymali 100.000 czeskich koron. Nagrody laureatom przekazali Karel Gott, Taťána Kuchařowa, Miss World 2006, Andrej Hryc słowacki aktor oraz Juraj Chmiel, minister w rządzie Czech, Dušan Čaplovič, wicepremier Słowacji, a także Ondřej Černý, dyrektor Teatru Narodowego w Pradze i Martin Jan Stránský, lekarz, wydawca i publicysta.
Z okazji 10. edycji gali Trebbia tradycyjnie już przekazane zostały dwa benefisowe czeki w wysokości 100 000 czeskich koron uzyskanych ze sprzedaży bonów obrazowych Miro i z wkładu sponsorów. Czeki te otrzymała Fundacja Plaváček Deany i Juraja Jakubisków oraz Jazzowa sekcja - Artforum. Podczas gali odbyła się także aukcja unikatowej grafiki Otto Herberta Hajeka, która wcześniej prezentowana była na stacji polarnej Barneo na biegunie północnym. W drugiej części programu odbyła się benefisowa aukcja obrazów znanych osobistości, które nie są zawodowymi malarzami. Swoje dzieła do tej aukcji przekazali Juraj Jakubisko, Karel Gott, Ronnie Wood oraz Lucie Bila. Dochód z tej aukcji przekazany został Stowarzyszeniu Pomóżcie Dzieciom oraz Fundacji Trebbia.  
Podczas gali zagrali muzycy z Praskiej Filharmonii, którym dyrygował Jiří Bělohlávek. Wystąpiła również amerykańska pianistka Katie Mahan, solistka Opery Narodowej w Pradze, Alena Miro, solista Narodowej Opery i Baletu z Istambułu, Önay Günay oraz  klarnecistka, Jana Lahodná.
Jubileuszowej 10. edycji europejskiej gali Trebbia pisemnie pogratulowali ministrowie kultury z wielu europejskich państw oraz przewodniczący Komisji Europejskiej, José Manuel Barroso.

## Międzynarodowy Komitet Nominacyjny Trebbia
- Václav Havel, dramaturg oraz były prezydent Czech,
- Benke Aikell, członek honorowy, właściciel i wydawca Prague Leaders, Göteborg, Szwecja
- Michael Haas, kolekcjoner, kurator, Zurych − Berlin
- Eva Blahová, członkini rady artystycznej Teatru Narodowego w Pradze i członkini rady artystycznej BHS Bratysława
- Eliška Hašková-Coolidge, była asystentka pięciu amerykańskich prezydentów, Waszyngton - Praga
- Meda Mládková, założycielka Fundacji Jana i Medy Mládków i Muzeum Kampa, Waszyngton − Praga
- Klaus von Trotha, były minister nauki, badań i sztuki w Badenii-Wirtembergii
- Martin Jan Stránský, lekarz, pedagog, wydawca oraz publicysta, Nowy Jork – Praga
- Miro Smolák, właściciel Miro, założyciel Fundacji Trebbia i przewodniczący Międzynarodowego Komitetu Nominacyjnego Trebbia